# سیارک ۵۰۱۳
سیارک ۵۰۱۳ (به انگلیسی: 5013 Suzhousanzhong، نامگذاری:1964VT1) پنج هزار و سیزدهمین سیارک کشف شده‌است که در ۹ نوامبر ۱۹۶۴ کشف شد.
قدر مطلق سیارک برابر ۴۴.۶ است.